# Lissos (ferry)
 (juillet 2023).
Si vous disposez d'ouvrages ou d'articles de référence ou si vous connaissez des sites web de qualité traitant du thème abordé ici, merci de compléter l'article en donnant les références utiles à sa vérifiabilité et en les liant à la section « Notes et références ».
Le Lissos (en grec : Λισσός, Lissós) est un ferry ayant appartenu à la compagnie grecque ANEK Lines. Construit de 1971 à 1972 aux chantiers Koyo Dockyard de Mihara pour la compagnie japonaise Shin Nihonkai Ferry, il portait à l'origine le nom de Ferry Hamanasu (フェリーはまなす, Ferī Hamanasu). Mis en service en mai 1972 sur les lignes entre la côte nord-ouest d'Honshū et Hokkaidō, il est remplacé en 1987 par le New Hamanasu. Vendu à la compagnie grecque ANEK Lines, il est renommé Lissos et exploité à compter de 1989 entre la Grèce et l'Italie puis en mer Égée à partir de 1997. Retiré du service en 2011, il est échoué au mois de mai sur la plage d'Alang puis démoli.

## Histoire

### Origines et construction
En 1970, la jeune compagnie Shin Nihonkai Ferry commence ses activités de transport maritime de passagers et de fret entre le nord de la région du Kansai et l'île d'Hokkaidō. Mais les performances de son unique navire, le Suzuran Maru, se révèlent décevantes. Prévu pour assurer la traversée en 26 heures, la durée avoisine en réalité les 30 heures, voire 32 heures. Malgré les soucis rencontrés au niveau de l'exploitation du navire, la ligne gagne cependant un certain succès auprès des passagers, ce qui permet de la maintenir durant la basse saison. Cet afflux de passagers encourage la direction de la compagnie à aligner un second navire entre Maizuru, Tsuruga et Otaru.
Baptisé Ferry Hamanasu, le futur navire est conçu sur la base de son prédécesseur. Il affiche en effet les mêmes dimensions ainsi qu'une apparence similaire, notamment avec le « dôme » abritant le gaillard d'avant, conçu pour empêcher les amarres de geler durant l'hiver. Quelques différences apparaissent toutefois, comme l'évacuation des gaz d'échappement, qui se fait cette fois-ci par quatre cheminées latérales, ou l'ajout d'un bloc comprenant un salon panoramique sur deux étages sur le pont supérieur. La capacité d'accueil est légèrement augmentée par rapport au Suzuran Maru, à l'inverse, celle des véhicules se voit sensiblement réduite. La capacité des remorques reste elle, identique.
Tout comme le Suzuran Maru, la construction du Ferry Hamanasu est assurée par les chantiers Koyo Dockyard de Mihara dans la préfecture d'Hiroshima. Le navire est mis sur cale le 5 novembre 1971 et lancé le 30 janvier 1972. Après quelques mois de finitions, il est livré à Shin Nihonkai les 7 mai 1972.

### Service

#### Shin Nihonkai Ferry (1972-1987)
Le Ferry Hamanasu est mis en service entre Maizuru, Tsuruga et Otaru le 14 mai 1972. Son arrivée en renfort du Suzuran Maru permet d'augmenter les rotations qui passent de deux à quatre par semaine. À partir de 1973, le duo est rejoint par le Ferry Akashia, sister-ship amélioré du Ferry Hamanasu. Leur apparence particulière due à la structure en forme de dôme à l'avant leur vaudra le surnom de « Shinkansen des mers » par analogie au train à grande vitesse japonais.
Le 8 août 1972, au cours d'une traversée, le Ferry Hamanasu participe aux opérations de recherche des naufragés du cargo Hagiura Maru 13 qui a sombré au large de la péninsule de Noto. Le navire recueille 10 marins dérivant dans une embarcation de sauvetage. L'équipage du car-ferry sera récompensé par les garde côtes locaux le 29 septembre.
Au cours des années 1980, le navire se révèle de plus en plus dépassé par la tendance du trafic, particulièrement au niveau du fret. Dès la seconde partie de la décennie, Shin Nihonkai entreprend le renouvellement de sa flotte. Remplacé en mars 1987 par le New Hamanasu, le Ferry Hamanasu est vendu en avril à la compagnie grecque ANEK Lines.

#### ANEK Lines (1987-2011)
Réceptionné par son nouveau propriétaire, le navire est renommé Lissos. Il quitte le Japon le 15 avril 1987 pour rejoindre la Grèce en passant par le canal de Suez. Arrivé à Perama le 10 mai, il entre aux chantiers de la ville afin de subir d'importantes transformations. Les superstructures du navires sont modifiées, notamment avec l'ajout d'un pont supplémentaire, la réfection des cheminées, le retrait du dôme à l'avant ainsi que l'adjonction d'un bloc à l'arrière. Les installations intérieures sont elles aussi entièrement repensées afin de correspondre aux attentes de la clientèle européenne avec l'aménagement d'un nouveau système de restauration, de cabines privatives mais aussi d'une piscine. Les transformations se poursuivent jusqu'en 1989.
Le Lissos commence sa deuxième carrière courant 1989 entre la Grèce et l'Italie. À partir de 1997, il est remplacé par le Kriti I (l'ancien New Suzuran de Shin Nihonkai Ferry) et affecté aux lignes entre Le Pirée et la Crète.
Le 14 novembre 2004, le Lissos entre en collision avec le quai alors qu'il réalise sa manœuvre d'accostage à Souda par mauvais temps. Endommagé sur son flanc tribord, il est par la suite réparé au Pirée.
En mai 2005, il effectue quelques croisières sous affrètement par le gouvernement grec. C'est dans ce cadre que le 15 mai, le navire s'échoue sur un banc de sable à proximité d'Argostóli. L'équipage parvient néanmoins à dégager le car-ferry au bout de deux heures.
En 2008, le Lissos est affecté entre Le Pirée, Thessalonique et les îles de Lesbos et Chios. Le 2 août, il est heurté au Pirée par le navire de croisière Cristal, occasionnant des dégâts mineurs.
Le 28 février 2011, le navire est affrété pour évacuer des ressortissants vietnamiens de la Libye vers le Viêt Nam en raison de la guerre civile libyenne. À l'issue de ce voyage il est vendu à la démolition, il rejoint en mai les plages d'Alang en Inde pour y être démantelé.

## Aménagements
Dans sa configuration initiale, le Ferry Hamanasu possédait 7 ponts. Si le navire s'étendait en réalité sur 8 ponts, l'un d'entre eux était absent au niveau du garage pour permettre le transport des remorques. Les locaux des passagers étaient situés sur les ponts 4, 5, 6 et 7 tandis que le pont 3 abritait les garages. 
Après la refonte de 1987-1989, un pont supplémentaire est ajouté.

### Locaux communs
Durant sa carrière sous pavillon japonais, le Ferry Hamanasu était équipé d'une cafétéria, d'un bar, ainsi que d'un bar-salon panoramique.
Sous le nom de Lissos, le car-ferry disposait à présent d'un bar-salon, d'un restaurant et d'un self-service sur le pont 6, une discothèque, un casino et un bar-lido avec piscine sur le pont 7 ainsi qu'une boutique sur le pont 4.

### Cabines
Durant la période japonaise du navire, les installations étaient séparées en deux classes. Le Ferry Hamanasu proposait en 1re classe quatre suites à deux, 42 cabines occidentales à deux et 8 à quatre et 8 cabines de style traditionnel japonais à quatre. Les passagers de 2de classe avaient le choix entre 16 dortoirs à 14 couchettes ou un vaste dortoir japonais de 715 places.
Le type et la répartition des cabines sont modifiés lors des travaux de 1987-1989 au cours desquels sont créées des cabines de deux à quatre couchettes toutes dotées de sanitaires comprenant douche, WC et lavabo. Ces cabines se situaient sur les ponts 4, 5, 6 et 7.

## Caractéristiques
Le Lissos mesurait 163,03 mètres de long pour 26,40 mètres de large, son tonnage de 13 881 UMS. Sa longueur était à l'origine de 160,50 mètres et son tonnage de 9 875 UMS. Dans sa configuration initiale, il pouvait embarquer 1 171 passagers et possédait un garage pouvant contenir 124 remorques et 103 véhicules. à partir de 1989, sa capacité est portée à 1 600 passagers et 600 véhicules. Le garage était initialement accessible par trois portes rampes, deux portes axiales situées à la poupe l'une située à la proue donnant accès au garage principal et une porte de coupée latérale située à la poupe du côté tribord donnant accès au garage supérieur. Après sa transformation, l'accès au garage se faisait au moyen d'une porte rampe arrière, la porte avant ayant été condamnée. La porte latérale tribord, conservée dans un premier temps, sera aussi supprimée peu de temps après. La propulsion du Lissos était assurée par deux moteurs diesels Fuji-Pielstick 18PC2-V400 développant une puissance de 14 922 kW entrainant deux hélices faisant filer le bâtiment à une vitesse de 21 nœuds. Il était en outre doté d'un propulseur d'étrave, d'un propulseur arrière ainsi que d'un stabilisateur anti-roulis. Les dispositifs de sécurité étaient à l'époque essentiellement composés de radeaux de sauvetage mais aussi d'une embarcation semi-rigide de secours. À partir de 1989, le navire était équipé de huit embarcations de sauvetage ouvertes de taille moyenne ainsi que deux embarcations fermées plus petites.

## Lignes desservies
Au début de sa carrière, le Ferry Hamanasu desservait les lignes inter-îles japonaises de Shin Nihonkai Ferry entre la côte Nord-Ouest d'Honshū et Hokkaidō sur la route Maizuru - Tsuruga - Otaru.
À partir de 1989, sous les couleurs d'ANEK Lines, le Lissos est dans un premier temps affecté entre la Grèce et l'Italie sur la ligne Patras - Igoumenitsa - Corfou - Ancône avant d'être exploité en 1997 mer Égée entre Le Pirée, La Canée ou Souda en Crète. À partir de 2008, il est affecté vers les Cyclades depuis Le Pirée et Thessalonique vers les îles de Lesbos et Chios jusqu'en 2011.